# استراحة (طرق)

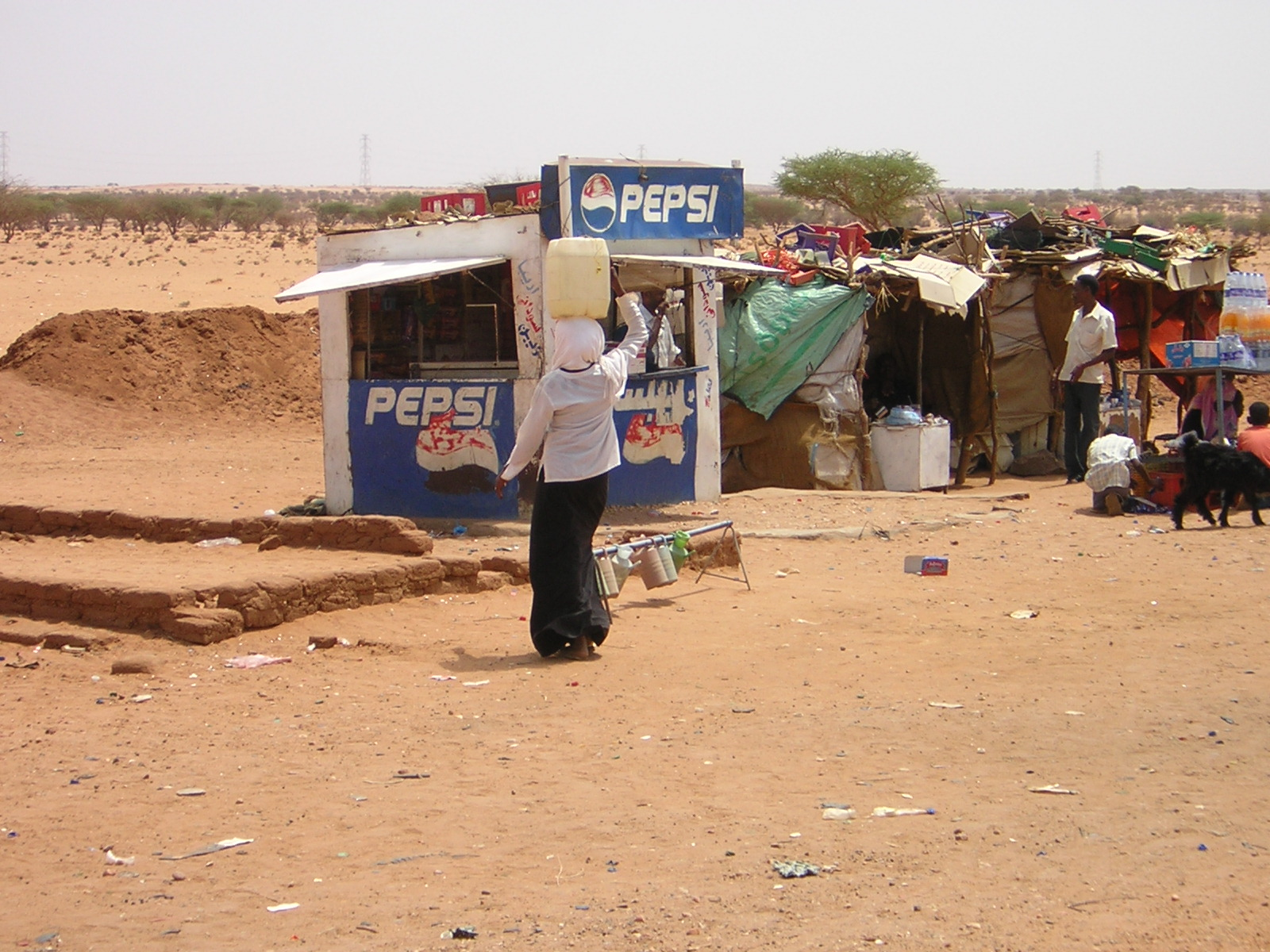
استراحة بسيطة على جانب طريق مؤدية إلى بورتسودان ويلاحظ وجود مساحة مرفوعة عن الأرض مخصصة للصلاة.

لافتة لموقف راحة بالجزائر.

الاستراحة أو موقف الراحة منطقة على جانب طريق ما - أو بالقرب منه - مخصصة بمرافق تعين المسافر في رحلته وتزوده بما يحتاج من وقود وطعام وشراب.